# آکی تویوساکی
آکی تویوساکی (انگلیسی: Aki Toyosaki; ۲۸ اکتبر ۱۹۸۶ – ) صداپیشه، خواننده، و بازیگر اهل ژاپن است. وی از سال ۲۰۰۶ میلادی تاکنون مشغول فعالیت بوده‌است.